# Hans-Dieter Schulten
Hans-Dieter Schulten (* 11. Dezember 1940 in Herne) ist ein ehemaliger deutscher Leichtathlet.

## Sportliche Laufbahn
Während seiner Bundeswehrzeit begann Hans-Dieter Schulten mit Leistungssport im Bereich der Leichtathletik. Hierbei konzentrierte er sich auf die Mittel- und Langstreckenläufe.
Auf nationaler Ebene erreichte Hans-Dieter Schulten zwischen 1967 und 1979 bei den Deutschen Leichtathletikmeisterschaften insgesamt fünfzehn Platzierungen unter den Top 3, als Einzelsportler und im Team. Hervorzuheben sind hierbei insbesondere die deutschen Titel 1972 und 1975 in der Mannschaftswertung im Crosslauf über die Mittelstrecke.
Auf internationaler Ebene sind die Teilnahmen an den Leichtathletik-Europameisterschaften 1971 in Helsinki, den Olympischen Spielen 1972 in München, sowie die Teilnahme an den Leichtathletik-Halleneuropameisterschaften 1973 in Rotterdam zu den Karrierehöhepunkten zu zählen. Hans-Dieter Schulten ging international hierbei jeweils im 3000 Meter Hindernislauf an den Start. Er nahm hierbei hauptsächlich für den TV Wattenscheid 01 Leichtathletik an den Wettkämpfen teil.
Nach dem Ende seiner sportlichen Laufbahn blieb Hans-Dieter Schulten seiner Passion am Sport treu. So trainierte er unter anderem einige Jahre die Sportler des TuS Griesenbruch.

### Persönliche Bestzeiten
- 3000 m Hindernis: 8:32,8 min, 24. Juni 1972, Augsburg
- 3000 m (Halle): 7:55,4 min, 24. Februar 1973, Berlin
- 5000 m: 13:58,6 min, 3. August 1972, Oslo
- 10.000 m: 29:22,0 min, 9. Juni 1971, Koblenz